# Perarolo di Cadore
Perarolo di Cadore es una localidad italiana de la provincia de Belluno, región de Véneto, con 369 habitantes.

## Evolución demográfica
| Gráfica de evolución demográfica de Perarolo di Cadore entre 1861 y 2001 |
|                                                                          |
| Fuente ISTAT - elaboración gráfica de Wikipedia                          |